# 性染色体

ヒトの染色体構成（核型, 2n=46）の模式図。右下にXYおよびXX染色体の図がある。それ以外の染色体は常染色体(2A)。

性染色体（せいせんしょくたい）とは、雌雄異体の生物で雌雄によって形態や数が異なる染色体もしくは形態的な差異が見られないが性決定に関与する染色体。性染色体以外の雄雌で共通な染色体は常染色体と呼ぶ。性染色体と常染色体との区別は、動物だけではなく、一部の植物にもある。
染色体構成を常染色体および性染色体を明らかにして示すときは、常染色体の1セットを記号Aで示し、2n=2A+XY, n=A+Yなどと表記する。

## 性染色体と性決定様式
性染色体として、X,Y,Z,Wと名づけられた4種類の染色体がある。XとYは雌がX染色体を2本持つ性決定方式で雌：XX型（雄ヘテロ型:XY型）で観察される性染色体に付けられた名称であり、ZとWは雄がZ染色体を2本持つ性決定方式（雌ヘテロ型:ZW型）で観察される性染色体の名称である。Y染色体あるいはW染色体が関与せず、片側の性の個体がX染色体あるいはZ染色体1本だけで決定される性決定様式もあり、このとき性染色体の片方が存在しないことを記号Oで示す（雄ヘミ型:XO型、雌ヘミ型:ZO型）。一般に性染色体はXとY（ZとW）が1本または2本あるのが普通であるが、生物によっては、正常な個体で同種類に分類される性染色体を複数持つもの(XnYn, ZnWn)も存在する、この場合たとえばY染色体が2本あるのが普通の生物ならY1、Y2と表記する（ショウジョウバエの一種やスイバに見られる）。なお、形態の雌雄を決める点が「片方の性にだけある性染色体（人間ならY染色体）の有無」の生物（ヒト・イエバエなど）と「複数になる性染色体と常染色体の比率（雌がXXなら常染色体との比が雄の2倍である）」の生物（ショウジョウバエなど）が存在するが、後者の場合でももう一方の性染色体の意義はあり、ショウジョウバエ（通常雄はXY）の場合、Y染色体がないXO個体は外見が雄でも不稔となる。
ヒトを含む哺乳類では、雄ヘテロXY型が一般的である。この性決定様式では、正常な雌はXX個体であり、正常な雄はXY個体である。XY型は他にショウジョウバエを含む昆虫の一部や、植物ではスイバやヒロハノマンテマでも観察される。雄ヘミ型XO型の生物としては、一部のネズミ、線虫C. elegans、バッタなどがある。
雌ヘテロ型は、鳥類・鱗翅目カイコのZW型が代表例である。この性決定様式では、正常な雌はZW個体であり、正常な雄はZZ個体である。ミノムシやトカゲの一部などのZO型の生物では、雄は2本の、雌は1本のZ染色体を持つ。
被子植物の大部分やカタツムリなど雌雄同体生物もあり、ワニなどの爬虫類の一部では胚発生時の温度によって性が決定されるなど、性染色体が決定に関与しない生物種もある。
| 性染色体構成                   | 性染色体構成                   | 動物                                                       | 植物                                        |
| ------------------------------ | ------------------------------ | ---------------------------------------------------------- | ------------------------------------------- |
| 雄ヘテロ型                     | XY型 雄:XY, 雌:XX              | 大部分の哺乳類 ニジマス 双翅目・鞘翅目の一部               | ホップ アサ マツヨイセンノウ                |
| 雄ヘテロ型                     | XO型 雄:XO, 雌:XX              | 一部のネズミ C. elegans（XXは雌雄同体） 直翅目・蜻蛉目など |                                             |
| 雄ヘテロ型                     | 変形型 (XnYn, XnO)             | カモノハシ(XnYn) カワハギ(XnY) カマキリ(XnY)               | スイバ(XYn) カラハナソウ(XnYn) ホップ(XnYn) |
| 雌ヘテロ型                     | ZW型 雄:ZZ, 雌:ZW              | 鳥類, ヘビ ウナギ, アナゴ, カダヤシ 鱗翅目                 | タカイチゴ （イチゴの一種）                 |
| 雌ヘテロ型                     | ZO型 雄:ZZ, 雌:ZO              | 毛翅目, ミノムシ                                           | （なし）                                    |
| （性染色体が判別しにくいもの） | （性染色体が判別しにくいもの） | ツチガエルの一部(XY,ZWの遷移型)                            | キウイフルーツ ヤマイモ ピスタチオ          |

## 起原と変化
脊椎動物や被子植物のように同一のタクソンに分類される生物種の全体を見ると、性染色体によらない性決定を行う生物種や雌雄同体生物種など性染色体を持たない生物種が混在する。このことは性決定あるいは性の発現において性染色体が必須ではないことを示している。動物においても植物においても、性染色体は常染色体から変化してできたものと考えられている。常染色体上に性決定に関する遺伝子が存在するようになり、異なった遺伝子を持つ染色体が雌雄で異なる配分を受けるようになったことが性染色体の起原である。
哺乳類や鳥類の性染色体は、有羊膜類（哺乳類・鳥類・爬虫類およびその祖先を含むタクソン）の常染色体から約3億1千万年-3億2千年前に分化を始めたと考えられている（右図）。哺乳類・鳥類・ヘビ亜目の性染色体の配列類似性は低く、それぞれ異なった常染色体から性染色体に分化してきたことを示している。
2008年に発表された単孔類カモノハシ性染色体についての研究によれば、カモノハシの性染色体は、有袋類や獣亜綱哺乳類の性染色体との配列類似性が低く、鳥類のZW性染色体との配列類似性のほうが高い。このことは獣亜綱と単孔類の性染色体は別起原であることを示し、その分岐時期は約1億6,600万年前ごろであると考えられている。
被子植物における性決定の研究対象であるヒロハノマンテマについても、近縁種には性染色体を持たない雌雄同株の植物種がある。ヒロハノマンテマは祖先型の雌雄同株植物から、雌性・両全性異株の植物を経て、雌雄異株に進化したと考えられており、この過程で常染色体から性染色体への分化がおきたものと考えられている。雌雄異株化は、マンテマ属が確立した後に属内の異なる種で独立に2回生じたと推定されている。その時期は2,400万年-800万年前であると推定されており、被子植物の成立（1億3千万年-9千万年前）に比べて比較的に新しい時期の出来事であるとされている。
有羊膜類の性染色体の変化については、次のように考えられている。常染色体から分化直後の性染色体は、XY・ZWのどちらの性染色体組合せとも性決定関連遺伝子の有無以外は大きな差が無かった。雌で相同対になるX染色体、および雄で相同対になるZ染色体は、その後の進化過程において逆位などの構造変化や、遺伝子量補償によって雌雄の遺伝子発現量を等しくする機構の獲得などの変化があったものの、その大きさについては維持されてきた。X染色体・Z染色体の遺伝情報量が維持されてきたという仮説は、1967年に大野乾によって提唱されている（大野の法則）。
一方、有羊膜類の雄のY染色体および雌のW染色体は、正常な個体ではそれぞれ1本単独で存在するため、X/Z染色体と異なった進化をするようになった。一般には、Y/W染色体はその上に存在する遺伝子を失い、その大きさについても小型化する傾向がある。この傾向は有羊膜類動物の種によっても異なっており、オキナワトゲネズミでは長大な反復配列を含み哺乳類としては比較的大きなY染色体を持ち、鳥類・爬虫類には染色体の形態でのW染色体とZ染色体と判別が難しい例も含まれている（ヘビ類の例写真最上段インドニシキヘビ）。また、植物のY染色体の中にはX染色体より大きいものも観察されている（写真例）。
哺乳類のX染色体とY染色体には、擬似常染色体領域と呼ばれる相同性が残っている領域があり、その領域では乗換えも起きる。Y染色体独自の構成になった部分は大量の反復配列に占められるようになっている。鳥類のW染色体は、哺乳類のYとX染色体に比べると、Z染色体との相同部分を多く残している。
哺乳類のY染色体の小型化については、アマミトゲネズミやトクノシマトゲネズミのようにY染色体を失い雌雄ともにX染色体のみをもつXOの構成になった種や、同じくネズミ上科に含まれるモグラレミングのようにXO型の性決定方式に変化したものも存在する。これらの種では、哺乳類で共通である性決定遺伝子SRYも失われており、代わりとなる別の性決定様式が生じていると考えられている。単孔類でもSRY遺伝子は見つかっていない。

## 研究史
染色体は1842年にカール・ネーゲリ により、塩基性色素で染色される細胞内の構造物として発見された。1888年その構造物を「染色体 (chromosom)」と命名したのはヴァルデヤーである。1902年にウォルター・S・サットンにより染色体が遺伝子の担体であるとする染色体説が提唱され、1920年ごろまでにはモーガンらにより実証された。
ドイツの生物学者ヘルマン・ヘンキングが、細胞分裂のときに他の染色体とは異なり相同染色体とのペアを作らない特殊な染色体をカメムシ（ホシカメムシ）の精巣細胞で見つけたのは、1890年であった。彼はその意義に特に気が付かなかったらしく、この染色体をXと命名したに過ぎなかったが、その後アメリカのマックラング（1902年）やステベンス（1905年）などによって多くの動物で発見され、それが性の決定と深い関係があることが認められ、このX染色体が雌雄で存在する数が異なる性染色体であることが判明した。
植物の性染色体は1917年に苔植物の一種Spaerocarposで最初に報告された。種子植物の性染色体は1923年に、木原と小野がスイバにおいて、Santosがカナダモ、Blackburnがヒロハノマンテマ、Wingeがホップ・セキショウモ・ヒロハノマンテマなどにおいて、それぞれ独立に発見した。
1949年にカナダの神経生物学者マレー・バーは、ネコの神経細胞において細胞分裂を起こしていない細胞核中に濃く染まる構造物を見つけた。彼は、細胞当たり各1個含まれているこの構造物が雌特異的であることから、これを「性染色質(sex chromatin)」と命名した。この「性染色質」は一般に「バー小体」と呼ばれることとなり、性別の判定検査で利用されるようになった。1959年に大野乾は哺乳類の雌の二つのX染色体が、一つは常染色体のように見え、他方は凝集してヘテロクロマチン状に見えることを示し、1960年にはバー小体が雌の2本のX染色体のうちの片方であることを示した。この現象はX染色体の不活性化と呼ばれ、遺伝子量補償のために起こると考えられている。
鳥類のZ染色体でも遺伝子量補償の機構があり、雌雄での遺伝子の発現を均等化するものと考えられている。しかしながら、その機構は哺乳類のX染色体の不活性化と異なっており、比較的狭い染色体領域あるいは一部の遺伝子において発現抑制が起きていることが判明してきている。

## 参考資料
- 八杉竜一ら編『岩波生物学辞典（第4版）』 岩波書店、1996年、ISBN 4-00-080087-6。
- 小野知夫「高等植物の性決定と分化」（駒井卓、木原均編『最近の生物学』第4巻）培風館、30-47ページ、1951年。
- 東京農工大学農学部蚕学研究室『昆虫の性染色体』『性決定』（昆虫以外の多様な動物の性決定についても詳しい）。 2009-03-30 閲覧。
- デイヴィッド・ベインブリッジ『X染色体：男と女を決めるもの』長野敬、小野木明恵(翻訳)、青土社 、2004年、ISBN 978-4791761524。
- 『生物の科学 遺伝』特集I「性決定の遺伝学」2009年1月号、TNS。
  - 黒岩麻里「Y染色体を失った哺乳類，トゲネズミ」15-19ページ。
  - 西田千鶴子「鳥類の性染色体進化」20-25ページ。
  - 松原和純「ヘビにおける性染色体の分化過程」26-31ページ。
  - 尾形光昭、三浦郁夫「2つの性決定機構をもつツチガエル」32-37ページ。
- 長濱嘉孝、小林享、松田勝、「魚類における性決定と生殖腺の性分化」『日本比較内分泌学会ニュース』 2003年 2003巻 108号 p.108_4-108_14, doi:10.5983/nl2001jsce.2003.108_4
- 松永幸大（2000年）「高等植物の性決定機構」『蛋白質核酸酵素』 2000年 第45巻、共立出版社、1704-1712ページ。2009-04-02閲覧。
- 吉川秀男・西沢一俊（編集責任者・代表）『原色現代科学大事典　7-生命』株式会社学習研究社、1969年。